# 松木朝彦
松木 朝彦（まつき ともひこ、文政10年8月21日〈1827年10月11日〉 - 明治22年〈1889年〉7月12日）は、江戸時代末期の公卿。

## 生涯
文政10年8月21日（1827年10月11日）、松木範彦の子として生まれた。
文久2年5月9日（1862年6月6日）、従三位に叙され、公卿（非参議）に列せられた。このとき外宮五禰宜であったが、同年4月22日（1862年5月20日）に外宮一禰宜檜垣常善が薨去したことにより、のちに一階昇り、外宮四禰宜となった。『公卿補任』では、明治元年（1868年）まで外宮四禰宜であったことが見える。
明治5年3月15日（1872年4月22日）、隠居し、家督を長男美彦に譲った。
明治22年（1889年）2月11日、大日本帝国憲法公布に合わせて、特旨を以て改めて従五位に叙された。同年7月12日、卒去した。

### 行政文書
- 『官報』号外、1889年2月11日、doi:10.11501/2944926。
- 『官報』第1683号、1889年2月12日、doi:10.11501/2944927。
- 『官報』第1817号、1889年7月20日、doi:10.11501/2945064。